# Örüşmüş, Iğdır
Örüşmüş là một xã thuộc thành phố Iğdır, tỉnh Iğdır, Thổ Nhĩ Kỳ. Dân số thời điểm năm 2011 là 51 người.